# Пањширска долина
Пањширска долина (персијски: درهٔ پنجشير‎ – Dare-ye Panjšēr; на књижевном језику Долина Пет лавова) је долина у северном-централном делу Авганистана, 150 километара северно од Кабула, у близини планинског венца Хиндакуш. Подељена је реком Пањшир. Долина је дом за више од 940.000 људи, укључујући највећу концентрацију етничких Таџика на простору Авганистана. У априлу 2004. године постала је срце нове покрајине Пањшир, која је претходно била део провинције Парван.
Она је представљала средиште Пањширских офанзива које су се одвијале у оквиру борби између Демократске Републике Авганистана и Совјетског савеза са муџахединима током совјетско-авганистанског рата од 1980 до 1985, када је локални командант Ахмед Шах Масуд успешно одбранио долину и тиме спречио њено преузимање. Долина је поново постала поприште борби које су обновљене 1996-2001 током грађанског рата између Талибана и Северне Алијансе под командом Масуда, где је он поново бранио долину од Муџахедина који су хтели да је ставе под своју контролу. Од 2016. године долина Пањшира се сматра најбезбеднијом облашћу у целом Авганистану.

## Назив
Назив Пањшир, у буквалном преводу означава "Пет лавова", широко се веровало да се односи на пет Вали (буквално, заштитнике), високо духовне браће која су била смештена у долини. Локална легенда тврди да су петорица браће изградила брану за Султана Махмуда од Газнија, у раном 11. веку. Темељи ове грађевине и данас служе као резервоар. Међутим, име Пањшир су користили арапски освајачи у 7 веку, што значи да легенда о пет Вали мора да је постојала још пре 11. века или да нема никакве везе с њом.

## Економија и природни ресурси
Долина Пањшир има потенцијал да постане главни центар смарагдног рударства. Још од 1. века, Плиније Старији је коментарисао о драгуљима из овог региона. У средњем веку, Пањшир је био познат по својој рудницима сребра, а Сафариди и Саманиди су тамо ковали своје новчиће. Од 1985. Године тамо су пронађени кристали од преко 190 карата (38 г), који су конкурисали по свом квалитету најфинијим кристала из рудника Музо у Колумбији. Напори америчке обнове у Авганистану изазвали су развојни бум у долини са изградњом нових модерних путева и новим радио торњем који је омогућио становницима долине да хватају радио сигнале из главног града Кабула. Ова долина има потенцијал да буде енергетски центар за Авганистан, кроз изградњу неколико електричних брана. У скорој будућности локалитет познат под називом Реват може постати место прве електричне бране. Због свог великог потенцијала сматра се да долина може простор око авганистанске престонице учинити самодовољним у погледу електичне енергије. Док ће изградња асфалтираног пута у провинцију Бадакшан допринети просперитету долине. Туризам представља још један од потенцијалних извора прихода који би у будућности могао да обезбеди значајне приходе овом подручју.
Пањшир је одувек представљао прометан и изузетно значајан путни правац. Он се протеже скоро 100 km, и води до два пролаза изнад Хинду Куша – пролаз Кавак (3.848 m) који води до северних равница, и пролаз Ањоман (4.430 м) који прелази у Бадахшан – користиле су војске Александра Великог и Тимура.
Априла 2008. године у долини Пањшир је изграђен ветро парк са 10 ветротурбина.